# Dogosé
Le dogosé (dɔgɔsɛ ou khɩsɛ en dogosé) est une langue gour parlée au Burkina Faso par 20 000 personnes en 1991.